# Chevry (Manche)
Pour les articles homonymes, voir Chevry.
Chevry est une ancienne commune française, située dans le département de la Manche en région Normandie, peuplée de 106 habitants, commune déléguée au sein de Moyon Villages depuis le 1er janvier 2016.

## Géographie
La commune est dans le centre-Manche, dans le canton de Tessy-sur-Vire. Le petit bourg est à 5 km à l'ouest de Tessy-sur-Vire.
Le territoire communal est traversé au sud-est par la route départementale no 13 joignant Tessy-sur-Vire à l'est à Bréhal à l'ouest. Le bourg y est relié par la RD 277 qui se prolonge au nord vers Moyon. Au nord du bourg, la RD 196 s'y raccorde pour mener à Tessy et, par la RD 452 commençant en limite est, à Fervaches au nord-est. L'A84 est accessible à Pont-Farcy (sortie 39), à 10,5 km par Tessy-sur-Vire.
Chevry est dans le bassin de la Vire, par son sous-affluent le ruisseau du Moulin de Chevry qui traverse la commune d'ouest en est, recevant plusieurs courts affluents en rive droite.
Le point culminant (171 / 175 m) se situe en limite sud-ouest, près du lieu-dit la Crette, sur une pente qui culmine sur la commune voisine de Beaucoudray à 204 m. Le point le plus bas (54 m) correspond à la sortie du territoire du ruisseau du Moulin de Chevry (sous-affluent de la Vire), à l'est. La commune est bocagère.
Le climat est océanique, comme dans tout l'Ouest de la France. La station météorologique la plus proche est Granville-Pointe du Roc, à 37 km, mais Caen-Carpiquet est à moins de 55 km. Le pays saint-lois s'en différencie toutefois pour la pluviométrie annuelle qui, à Chevry, avoisine les 1 100 mm.
| Moyon          | Moyon          | Tessy-sur-Vire |
| Beaucoudray    | Chevry         | Tessy-sur-Vire |
| Tessy-sur-Vire | Tessy-sur-Vire | Tessy-sur-Vire |

## Toponymie
Le nom de la localité est attesté sous les formes Chevre au XIIe siècle, Chevreyo vers 1230 et Chevreium vers 1280.
Le toponyme se serait construit à partir de l'anthroponyme roman Caprius,.
Le gentilé est Chevryais.

## Histoire
La baronnie de la Roche-Tesson (La Colombe) s'étendait entre autres sur le territoire paroissial.
C'est Nicolas Pinel (1675-1757), seigneur de la Croix, architecte du roi, qui fit reconstruire l'église qui était en ruine. Il y est inhumé avec son épouse Christine Le Haguais.

## Politique et administration
| Période                                  | Période       | Identité        | Étiquette | Qualité                 |
| ---------------------------------------- | ------------- | --------------- | --------- | ----------------------- |
| 1966                                     | 1995          | Gabriel Noël    |           |                         |
| juin 1995                                | mars 2008     | Didier Beausire | SE        |                         |
| mars 2008                                | décembre 2015 | Samuel Culleron | SE        | Conseiller en nutrition |
| Les données manquantes sont à compléter. |               |                 |           |                         |

Le conseil municipal était composé de sept membres dont le maire et deux adjoints.

## Démographie
En 2021, la commune comptait 106 habitants. Depuis 2004, les enquêtes de recensement dans les communes de moins de 10 000 habitants ont lieu tous les cinq ans (en 2008, 2013, 2018, etc. pour Chevry) et les chiffres de population municipale légale des autres années sont des estimations.
Chevry a compté jusqu'à 322 habitants en 1851. Au recensement de 2010, elle est la commune la moins peuplée du canton de Tessy-sur-Vire.
| 1793 | 1800 | 1806 | 1821 | 1831 | 1836 | 1841 | 1846 | 1851 |
| ---- | ---- | ---- | ---- | ---- | ---- | ---- | ---- | ---- |
| 212  | 215  | 241  | 260  | 246  | 311  | 304  | 300  | 322  |

| 1856 | 1861 | 1866 | 1872 | 1876 | 1881 | 1886 | 1891 | 1896 |
| ---- | ---- | ---- | ---- | ---- | ---- | ---- | ---- | ---- |
| 270  | 290  | 255  | 261  | 229  | 232  | 221  | 207  | 188  |

| 1901 | 1906 | 1911 | 1921 | 1926 | 1931 | 1936 | 1946 | 1954 |
| ---- | ---- | ---- | ---- | ---- | ---- | ---- | ---- | ---- |
| 192  | 208  | 206  | 164  | 170  | 177  | 184  | 176  | 170  |

| 1962 | 1968 | 1975 | 1982 | 1990 | 1999 | 2008 | 2013 | 2018 |
| ---- | ---- | ---- | ---- | ---- | ---- | ---- | ---- | ---- |
| 143  | 140  | 105  | 91   | 87   | 82   | 77   | 110  | 110  |

| 2019 | - | - | - | - | - | - | - | - |
| ---- | - | - | - | - | - | - | - | - |
| 109  | - | - | - | - | - | - | - | - |

## Lieux et monuments
- Église Saint-Pierre des XVe – XVIIIe siècles. Elle fut rénovée au XIXe siècle. Elle abrite un retable de la Crucifixion et statues christ en croix, la Vierge et saint Jean, deux saintes femmes et les douze Apôtres du XVe classé au titre objet aux monuments historiques[15], la dalle funéraire de Nicolas Pinel du XVIIIe, un christ en croix en bois du XVIIe, des vitraux de Champagneule. En 1913, l'église fut gravement endommagée par un incendie[8].
- Croix de cimetière en pierre du XVIIe siècle, calvaire (1887) œuvre d'Hernot de Lannion et son pupitre du XVIIe siècle[8].
- Croix de 1845, près de la rivière.
- Presbytère. Il fut construit avec quelques pierres de l'ancienne église de Chevry[16].

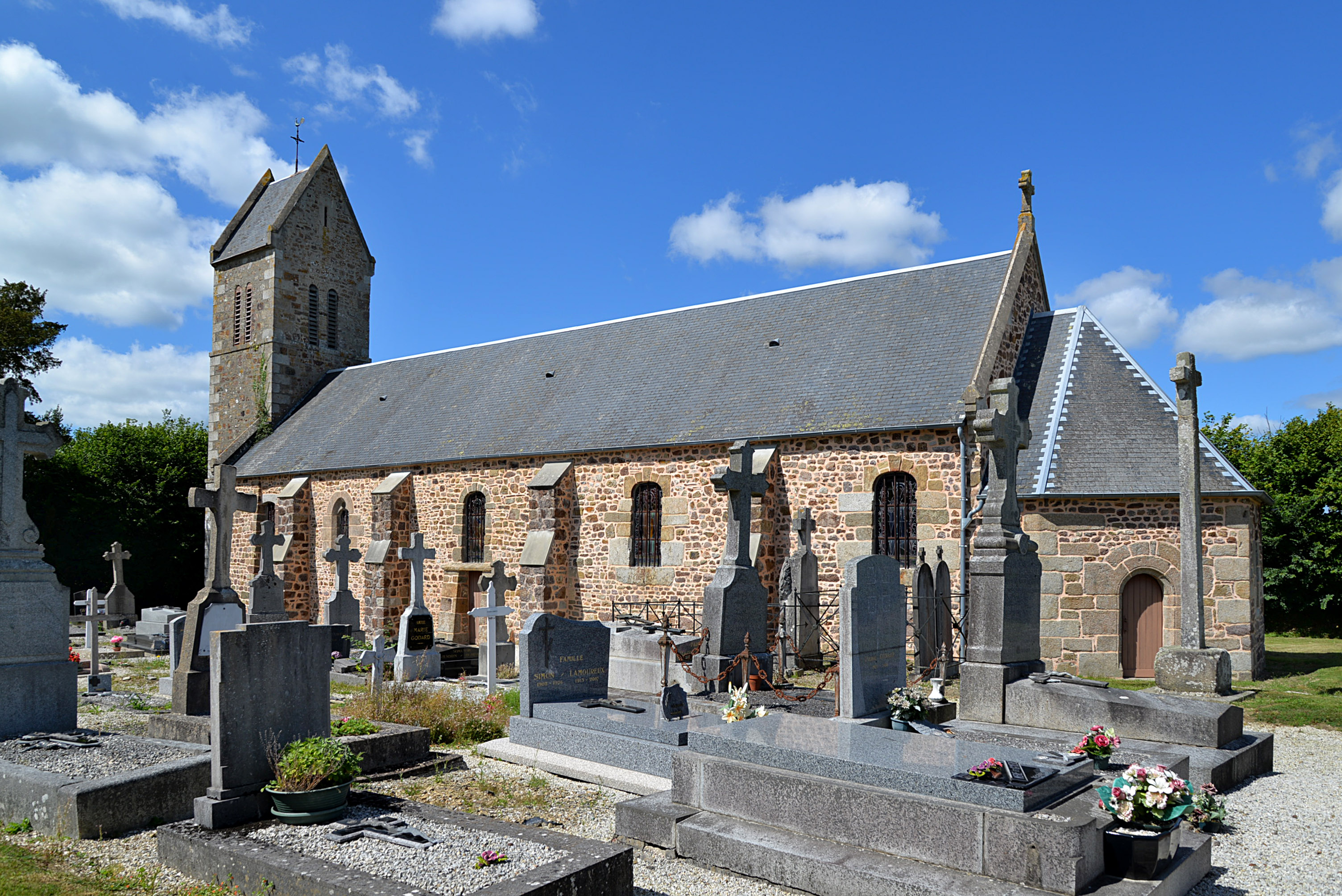
L’église Saint-Pierre.
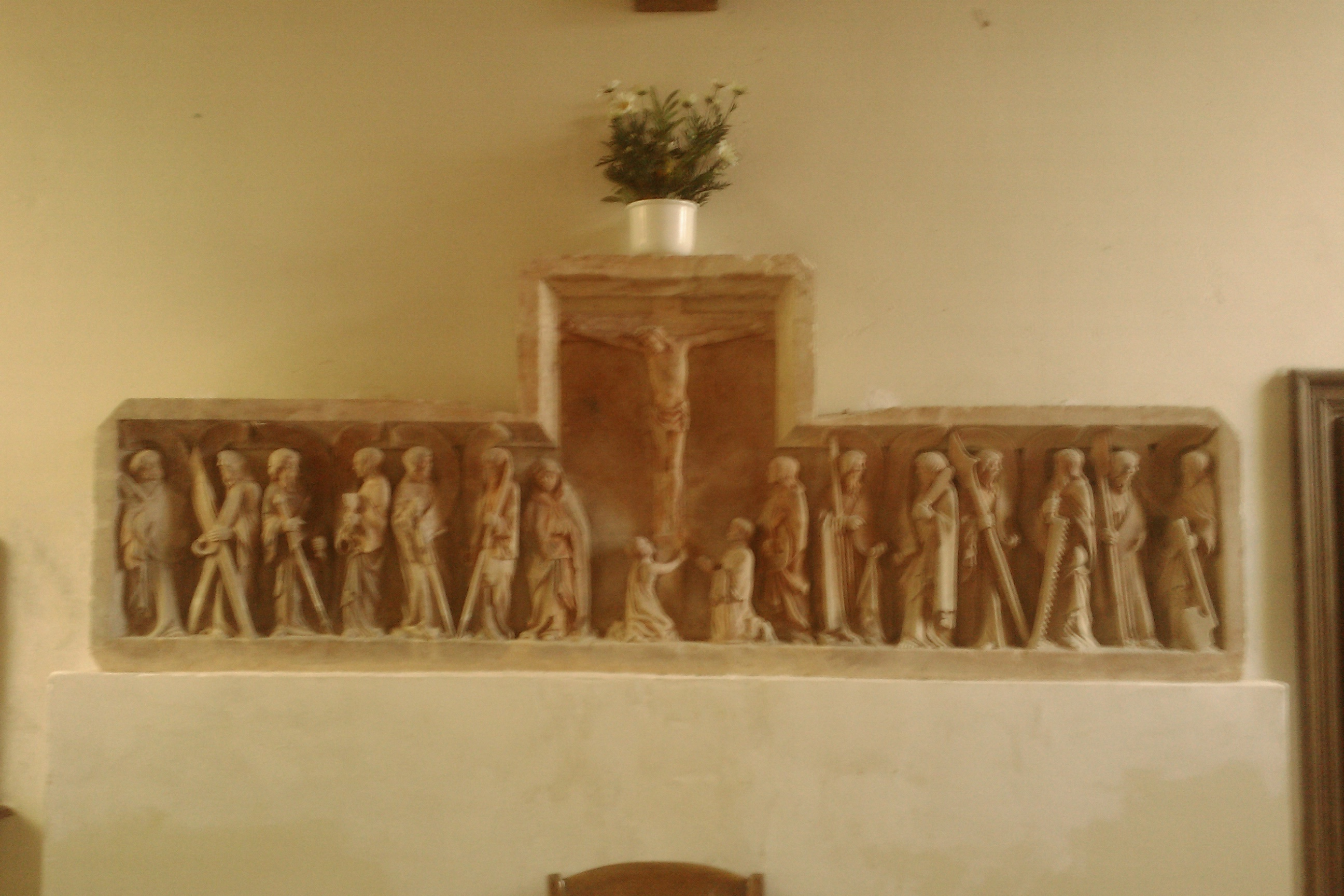
Le retable de la Crucifixion.
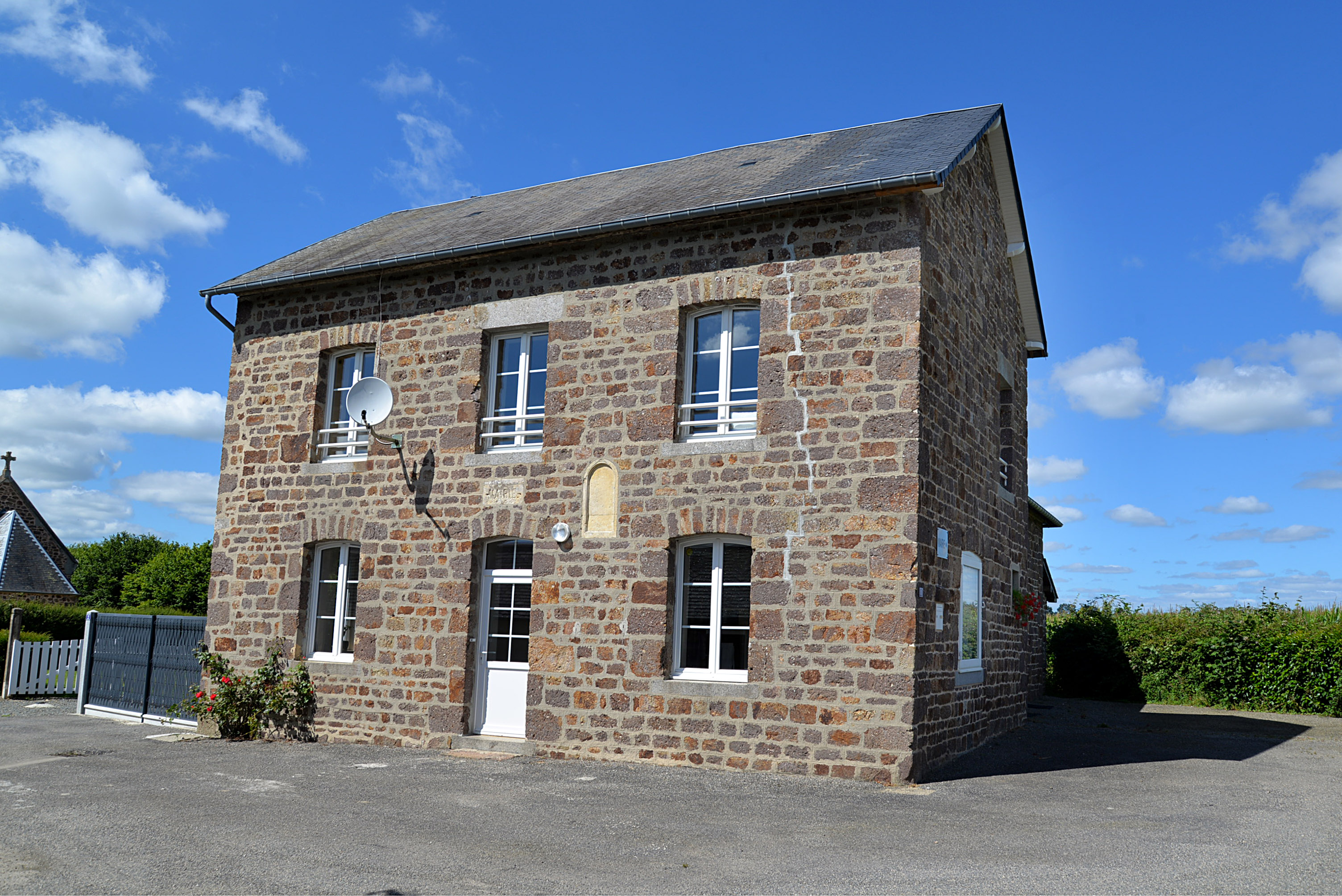
La mairie (dans l'ancienne école).

## Personnalités liées à la commune
- Sigismond Pinel (1797-1854), né à Chevry, officier de cavalerie sous la Restauration et garde du corps du roi Charles X[8].
- Jean Mabire (1927-2006), écrivain régionaliste normand et journaliste, a vécu à Chevry.